# Горячев, Евгений Васильевич
 Евгений Васильевич Горячев (род. 27 сентября 1953 года) — советский игрок в хоккей с мячом, полузащитник, мастер спорта СССР международного класса (1982).

## Карьера

### Клубная
Начал играть в хоккей с мячом в 1964 году в Горьком в детской команде Клуба им. Васи Иванова, в сезоне 1968/69 — в юношеском составе команды «Радуга».
В сезоне 1969/70 был игроком команды «Радуга».
С 1970 по 1992 год в составе горьковского «Старта», проведя за команду 22 сезона игровой карьеры. В сезоне 1974/75 побеждает в турнире команд первой группы класса «А» чемпионата СССР и со следующего сезона продолжает игровую карьеру в высшей лиге чемпионата СССР. В 1980 году становится серебряным призёром чемпионата СССР, в 1983 — обладателем Кубка СССР.
Один из ведущих игроков команды на протяжении многих лет.
Является рекордсменом «Старта» по количеству игр (402), проведённых в чемпионатах СССР.
Также играл в хоккей на траве, выступая в 1974—1977 годах за «Старт».

### Сборная СССР
Привлекался в сборную СССР (1982, 1983). На чемпионате мира 1983 года стал вице-чемпионом мира (4 матча).

### Тренерская деятельность
После окончания игровой карьеры работал в структуре «Старта». В 1987—1992 годах — играющий тренер, в 1992—1994 годах — тренер «Старта».

## Достижения
«Старт»
 Серебряный призёр чемпионата СССР: 1979/80 

 Обладатель Кубка СССР: 1983 

 Финалист Кубка СССР: 1986 

 Чемпион РСФСР: 1975
Сборная СССР
 Серебряный призёр чемпионата мира: 1983 

 Победитель Международного турнира на приз газеты «Советская Россия»: 1982
Личные
- В списке 22-х лучших игроков сезона: 1982

### Комментарии
1. ↑  Количество игр и голов за клуб(ы) в высшем дивизионе чемпионатов СССР/СНГ